# League of Legends Champions Korea
Il League of Legends Champions Korea (abbreviato LCK) è il campionato eSports di League of Legends della Corea del Sud. Disputato da dieci squadre, il esso si svolge tre volte l'anno e rappresenta un percorso diretto per la qualificazione all'annuale League of Legends World Championship. L'LCK è amministrato in collaborazione tra Riot Games e KeSPA.
In precedenza il campionato si chiamava League of Legends Champions prima di subire un cambio radicale alla fine del 2014, che ha comportato una modifica nel formato della competizione e un rebranding con il nome attuale. OGN possedeva in modo esclusivo i diritti di trasmissione del campionato fino al 2016, quando i diritti sono stati divisi con SPOTV Games. Nel 2019, Riot Games ha assunto la gestione della trasmissione di LCK. Nel 2021 il franchising LCK e i Challengers Korea (CK) e il torneo di promozione LCK sono stati interrotti.
Le squadre della LCK hanno vinto il campionato mondiale per un record di nove volte, di cui cinque titoli consecutivi, dal 2013 al 2017. Protagonisti di questi vittorie sono stati gli SKT T1 e i Samsung White, divenuti poi SSG o Samusung Galaxy.

## Storia

### Era Pre-LCK (2012–2014)

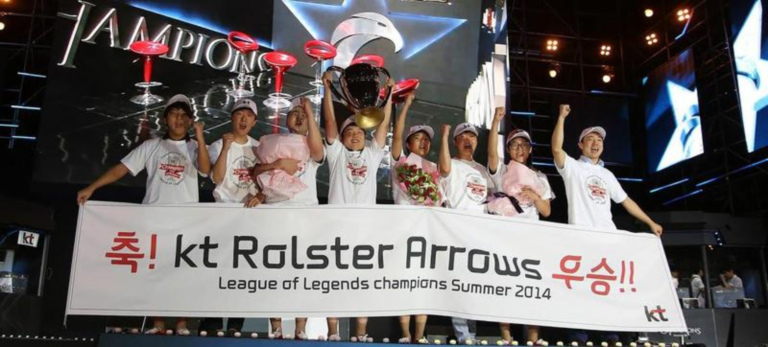
KT Rolster Arrows ha vinto le ultime finali del Korea Champions prima del formato LCK

Dopo il lancio del server sudcoreano di "League of Legends" nel dicembre 2011, l'emittente via cavo OnGameNet ha lanciato il primo grande torneo di "League of Legends" del paese nel marzo 2012. Chiamato "The Champions Spring 2012", il torneo si è svolto da marzo a maggio e ha visto la partecipazione di un totale di 16 squadre. I MiG Blaze sono stati incoronati campioni inaugurali della competizione dopo aver sconfitto in finale la squadra gemella MiG Frost. Più tardi nello stesso anno è seguito "The Champions Summer 2012", con i MiG Frost rinominati, ora noti come Azubu Frost, che si sono aggiudicati il titolo. Azubu Frost, insieme a NaJin Sword, ha rappresentato la Corea del Sud nella loro prima apparizione al League of Legends World Championship a ottobre.